# Serge Persky
Serge Persky (ursprünglich: Сергей Маркович Перский/Sergej Markowitsch Perskij; * 1870 in Tschernigow; † 1938 in Nizza) war ein französisch-russischer Schriftsteller, Übersetzer, Journalist und Propagandist. Angeblich absolvierte er zudem ein Medizinstudium und unterrichtete russische Literatur an der Sorbonne.

## Leben
Nach einem Studium in Westeuropa kehrte Persky nicht nach Russland zurück, sondern widmete sich der Übersetzung und der Publizistik. Längere Zeit verbrachte er insbesondere in der Schweiz, wo er seinen Wohnsitz in Chernex bei Montreux hatte.
Er war einer der maßgeblichen Übersetzer russischer Literatur ins Französische zu Beginn des 20. Jahrhunderts, unter anderem der Werke von Maxim Gorki und Dmitri Mereschkowski. Als Journalist arbeitete er für mehrere von Georges Clemenceau kontrollierte Zeitungen. Nach der Oktoberrevolution versuchte Persky von Verschwörungstheorien durchdrungen mit über 170 antibolschewistischen Artikeln, die er in mehreren Ländern veröffentlichte, gezielt, die internationale öffentliche Meinung gegen das junge Sowjetregime aufzubringen und dieses zu diskreditieren.
Vor und nach dem schweizerischen Landesstreik im November 1918 publizierte er – auf reiner Erfindung beruhende – antisowjetische Artikel in der Gazette de Lausanne, in denen er über geplante anarchistisch-bolschewistische Terroranschläge in der ganzen Welt, unter anderem in der Schweiz, schrieb und ihm angeblich zugespielte Instruktionen Lenins zu einer Revolution in der Schweiz und Errichtung einer bolschewistischen Diktatur präsentierte. Gegenüber dem französischen Militärattaché in Bern, für den er als Informant tätig war, offenbarte Persky 1919, dass er einen „unerbittlichen Kampf gegen den Bolschewismus“ führe. Seine Artikel bezeichnete er dabei unverhohlen als „Kampfmittel“. Diese von Willi Gautschi als die „Pseudo-Perskyschen-Fälschungen“ bezeichneten Artikel trugen wesentlich zur Revolutionsfurcht im Schweizer Bürgertum bei und wurden jahrzehntelang in der antisozialistischen Propaganda verwendet (unter anderem im antisemitischen Film Die rote Pest (1938) von Jean-Marie Musy und Franz Riedweg).

## Trivia
Persky war ein großer Bewunderer der katalanisch-russischen Opernsängerin Olga Codina, der Schwiegermutter Sergei Prokofjews. Er organisierte in den 1910er- und 1920er-Jahren etliche Konzerte für Codina und war sowohl mit deren Mutter als auch der Tochter Lina, der späteren Frau Prokofjews, bekannt; Persky wollte Lina gar mit einem seiner Millionärsfreunde verheiraten.
In einem Artikel der Zeitung La Gruyère aus dem Jahr 2001 wurde Persky fälschlicherweise und völlig grundlos als „russischer Kulturminister unter den Zaren“ bezeichnet.

## Werke

### Werke in französischer Sprache
- Wania (1905)
- L’Enfant (1909)
- Le Pape noir (1909)
- Tolstoï intime : souvenirs, récits, propos familiers. Lausanne: Payot, 1909.
- Les Maîtres du roman russe contemporain. Lausanne: Payot, 1912.
- La Vie et l'œuvre de Dostoïevsky. Paris: Payot, 1918.
- De Nicolas II à Lénine. Paris/Lausanne: Payot, 1917–1918.
- Trois épouses: Nathalie Pouchkine, Anna Dostoïevsky, Sophie Tolstoï (1929)

### Übersetzungen ins Französische (Auswahl)
- Nicolas de Monkévitz: La décomposition de l'armée russe: Mémoires d'un général russe. Payot, Paris 1919.
- Leonid Andrejew: Judas Iscariote; Lazare; Le cadeau. Payot, Paris 1914.
- Maxim Gorki: Contes d'Italie. Payot, Lausanne 1914.
- Maxim Gorki: Ma vie d'enfant : mémoires autobiographiques. Calmann-Lévy, Paris 1921.